# پل مارگارت هانت هیل

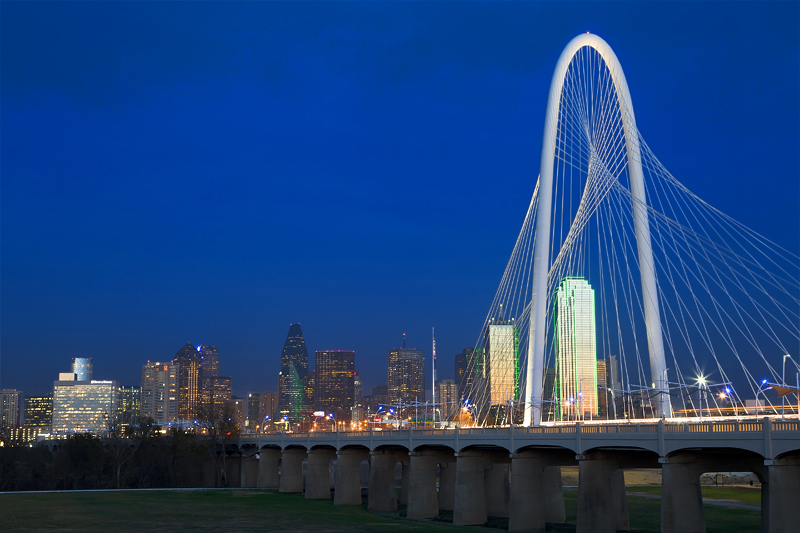

پل مارگارت هانت هیل (به انگلیسی: Margaret Hunt Hill Bridge) یک پل شهری است که بر فراز رودخانه ترینیتی گسترده شده است.
این سازه در ۲۰۱۲ تکمیل گردید، و توسط معمار شهیر اسپانیایی سانتیاگو کالاتراوا طراحی شد.

## نگارخانه

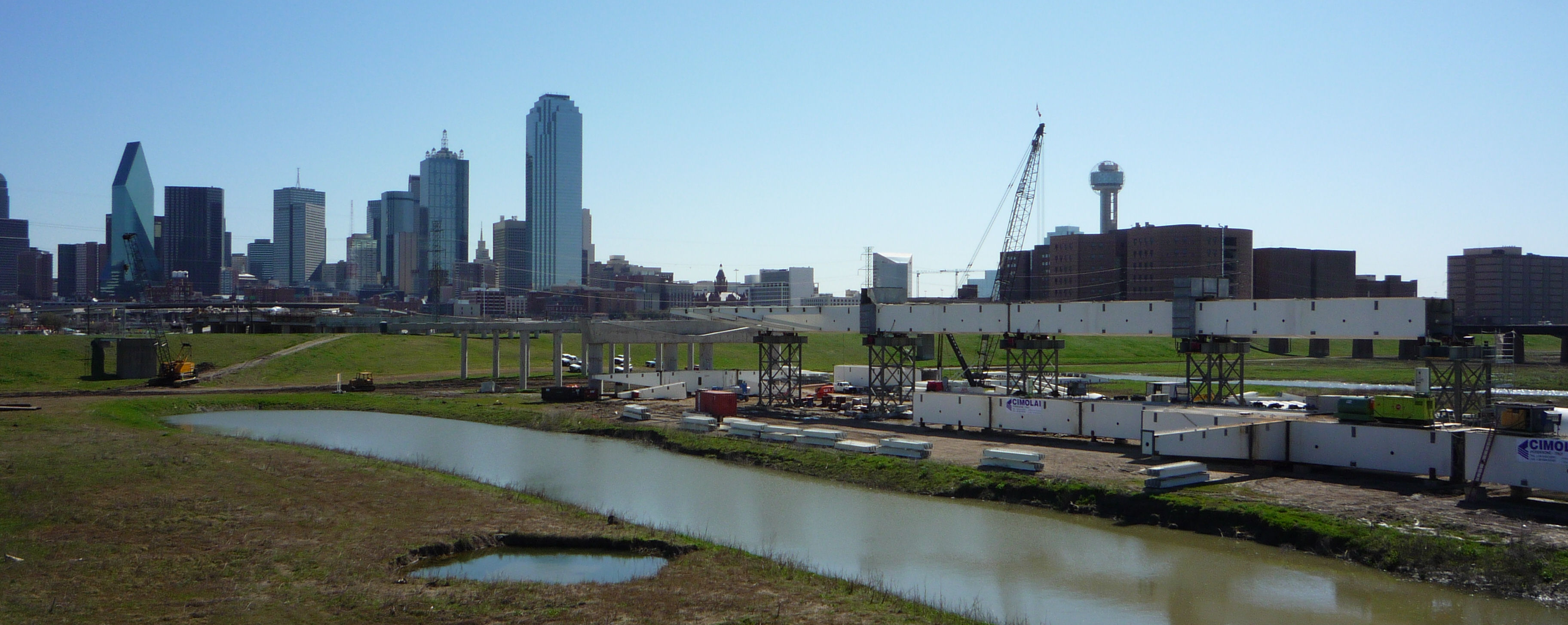
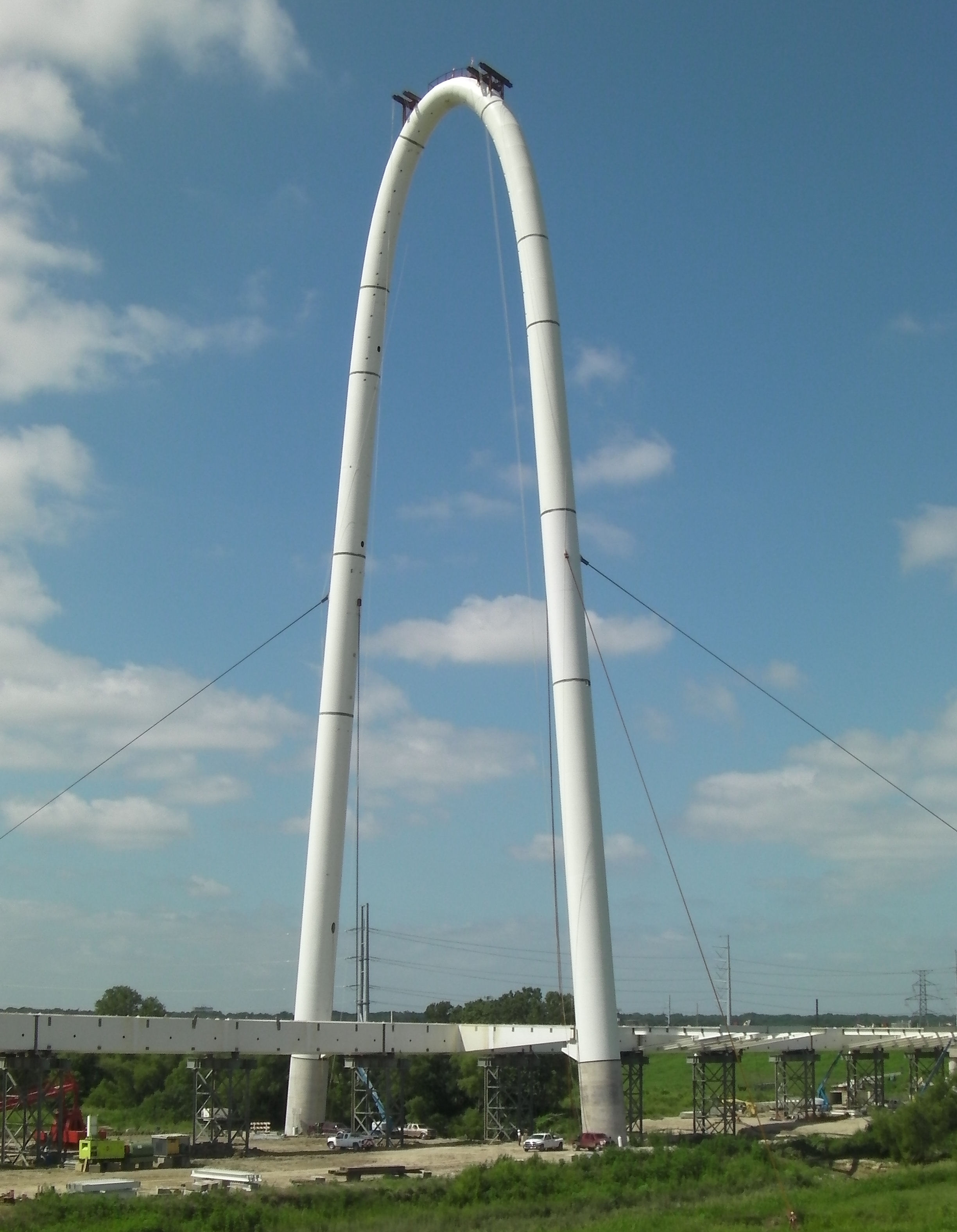
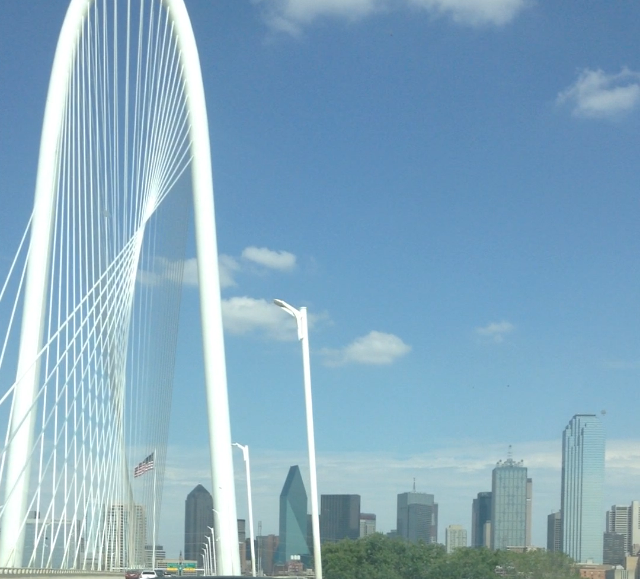
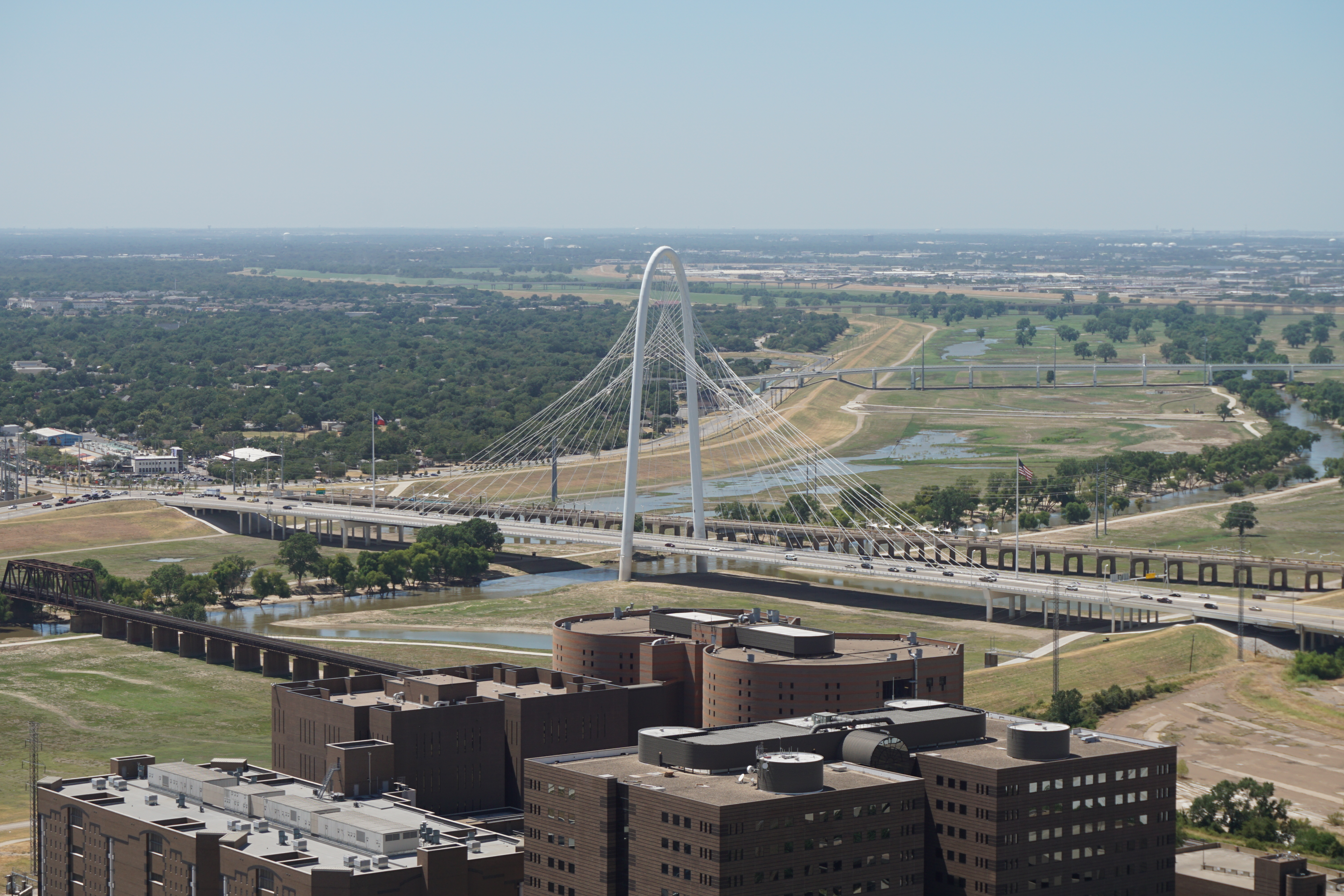